# شحيك (المهرة)

تعديل مصدري - تعديل

شحيك هي إحدى قرى مديرية المسيلة التابعة لمحافظة المهرة، بلغ تعداد سكانها 127 نسمة حسب تعداد اليمن لعام 2004.